# انجمن ماکیان بریتانیای کبیر
انجمن ماکیان بریتانیای کبیر (انگلیسی: Poultry Club of Great Britain) یک سازمان خیریه می‌باشد که در سال ۱۸۷۷ بنیانگذاری شده است. هدف این انجمن «حفاظت از حقوق تمامی نژادهای اصیل و مرسوم ماکیان، شامل مرغ، بانتام، مرغابی، غاز، و بوقلمون» می‌باشد.
این انجمن استاندارد ماکیان بریتانیا نگهداری نموده و نهاد نظارتی بر تمامی انجمن‌های پرورش ماکیان در بریتانیای کبیر می‌باشد.